# György Mizsei
György Mizsei est un boxeur hongrois né le 30 septembre 1971 à Kiskunfélegyháza.

## Carrière
Il participe aux Jeux olympiques d'été de 1992 et de 1996 en combattant dans la catégorie des poids super-welters. En 1992, il remporte la médaille de bronze. Lors des championnats d'Europe de Vejle en 1996, il remporte également la médaille de bronze.